# Stade Franco-Frogheri
Le stade Franco-Frogheri (en italien : Stadio Franco Frogheri), également connu sous le nom de Stade Quadrivio (en italien : Stadio Quadrivio), est un stade de football italien situé dans la ville de Nuoro, en Sardaigne.
Le stade, doté de 3 440 places et inauguré en 1930, sert d'enceinte à domicile à l'équipe de football du Nuorese Calcio.
Le stade porte le nom de Franco Frogheri, ancienne gloire du club.

## Histoire
Les travaux de construction du stade débutent en 1928 lorsque le roi d'Italie Victor-Emmanuel III pose la première pierre du chantier qui remplace l'ancien terrain de Crapasabba situé au cœur de la ville. Le stade ouvre ses portes en 1930.
Le record d'affluence au stade est de 6 000 spectateurs, lors d'une victoire 2-1 des locaux du Nuorese Calcio contre San Marco Cabras lors de la saison 1983-84 de Serie D (match primordial à l'origine de la première promotion en Serie C de l'histoire du club).

## Installations
Le stade dispose de 3 440 places. Il est composé d'une tribune centrale d'environ 957 places (dont 495 places couvertes). Une partie de la tribune (15 places) est destinée aux médias et porte le nom de Tribuna stampa.
La partie du virage réservée aux supporters du Nuorese peut accueillir 655 spectateurs, et la partie du virage réservée aux supporters adverses peut accueillir 300 spectateurs.
En 2013, le gazon très endommagé est entièrement rénové.